# Наум Крнар
Наум Крнар је једна од важнијих личности Првог српског устанка, близак Карађорђев сарадник. Рођен је у Москопољу, око 1780. године. По етничкој припадности је био Цинцарин, а по националном осећању Грк.

## Младост
Пореклом је из имућне трговачке породице. У младости је стекао солидно образовање. Говорио је више језика. Први српски устанак га затиче у Београду као угледног и прилично богатог трговца. Трговао је кожом и крзнима. Родоначелник је београдских Наумовића.
Женио се два пута. Од своје прве жене, која је остала у Москопољу, споразумно се развео и поново оженио у Београду. У својој књизи “О Цинцарима”, академик Душан Поповић наводи и писмо које је, на грчком, Крнар писао свој првој жени.
Наум Крнар је био члан Хетерије, тајног удружења које се борило за ослобођење и уједињење балканских хришћанских земаља, a чији је један од истакнутих вођа био и Рига од Фере.

## Устанак
Првом српском устанку се прикључио у самом почетку, јер је и сам избегао "сечу" у хану у Параћину. Са одредом јужносрбијанаца прикључио се Зеки Буљубаши и борио код Шапца и на Мишару. Узео га је Карађорђе за свог писара јер је Наум бо врло писмен човек, зналац више европских језика. По слому устанка је пребегао са породицом уз Карађорђа, прво у Земун, па у Нови Сад, а затим, као и већина српских војвода, у Хотин, у Бесарабију - Русију. Године 1817, са Карађорђем, тајно прелази преко Дунава у намери да у Србији подигну устанак. Кнез Милош сазнаје за њихов долазак и наређује њихово смакнуће у Радовањском лугу. Убијен је Наум из пушке, и тело му почива у Радовању а лобања је од одсечене била са Карађорђевом закопана уз зид београдске Саборне цркве. Главе Карађорђа и Наума Крнара однете су паши у Београд, а овај је кожу скинуту са њих, испуњену памуком, послао за Цариград, као доказ.

## Историјска судбина
Наума Крнара и његову улогу у устаничком покрету српска историографија је, наизглед, систематски занемаривала. Најчешће се помиње као Карађорђев ,,момак”, или писар, у најбољем случају. Чињенице, међутим, говоре да је његова улога била много значајнија. Вероватно је, као повереник Хетерије, на Карађорђа вршио одлучујући политички утицај и био му политички и дипломатски саветник. О важности коју му је турска власт придавала сведочи и чињеница да је и његова глава, као и Карађорђева, путовала за Цариград.
Разлози за ово занемаривање леже у чињеници да је млада српска држава, тежећи да формира јако национално осећање, желела да заташка Карађорђево залагање за наднационалну балканску федерацију. Други разлог може да буде и извесни анимозитет који се развио према Цинцарима, као финансијској и политичкој олигархији која је имала и те како битну улогу у формирању нашег грађанског друштва и државе.